# Takaji Takebayashi
Takaji Takebayashi (竹林隆二?, Takebayashi Takaji; 8 agosto 1909 – 1995) è stato un nuotatore e pallanuotista giapponese.
Ha partecipato come nuotatore alle Olimpiadi di Amsterdam 1928, gareggiando nei 1500m sl, mentre come pallanuotista ha partecipato ai Giochi di Los Angeles 1932.